# Conway Twitty
Conway Twitty (* 1. September 1933 als Harold Jenkins in Friars Point, Mississippi; † 5. Juni 1993 in Springfield, Missouri) war ein US-amerikanischer Country- und Rock-’n’-Roll-Sänger.

## Leben
Er wurde 1933 als Harold Jenkins in der Kleinstadt Friars Point in Mississippi geboren. Als er zehn Jahre alt war, zog seine Familie nach Helena in Arkansas. Dort stellte er seine erste Band, die Phillips County Ramblers zusammen. Zwei Jahre später hatte er jeden Samstagmorgen seine eigene Show im lokalen Radio. Während seiner Zeit in Arkansas spielte er auch häufig Baseball und bekam nach seiner High-School-Zeit ein Angebot der Philadelphia Phillies, das er aber ausschlug. Stattdessen ging er zur Armee. Conway Twitty starb 1993 im Alter von 59 Jahren an einem Aneurysma. 

## Karriere
Nach seiner Entlassung aus dem Militär konzentrierte sich Twitty auf seine Musikkarriere. Durch Elvis Presleys Mystery Train inspiriert, begann er Rock-’n’-Roll-Stücke zu schreiben und ging zu Sun Records in Memphis, wo er mit Künstlern wie Carl Perkins, Jerry Lee Lewis, Johnny Cash und vielen anderen zusammenarbeitete. 1957 nahm er den Künstlernamen Conway Twitty an, der sich aus den Namen zweier Städte in Arkansas und Texas zusammensetzt.
Seinen ersten Erfolg hatte er mit It's Only Make Believe, einer Teenager-Ballade, die er 1958 für MGM aufnahm. Acht Jahre danach und drei Goldene Schallplatten später begann er seine Country-Karriere, und Anfang der 1970er-Jahre hatte er zahlreiche Nummer-1-Hits, darunter Hello Darlin und You’ve Never Been This Far Before. 
1971 hatte Twitty mit dem Titel After the Fire Is Gone seinen ersten Duett-Hit mit Loretta Lynn. Es folgte noch im selben Jahr Lead Me On, zwei Jahre später Louisiana Woman, Mississippi Man und 1974 As Soon As I Hang Up the Phone. Lynn und Twitty gewannen als Duo von 1972 bis 1975 viermal hintereinander den CMA Award, ein Preis, der Twitty als Solokünstler versagt blieb. 1981, am Ende seiner Vertragszeit mit MCA, konnte er, überwiegend in der Country-Hitparade, auf 32 Nummer-1-Hits und weitere 15 Hitparadennotierungen unter den ersten fünf zurückblicken. 
Kurz vor seinem Tod hatte er ein neues Album, Final Touches, aufgenommen. Seine letzte Aufnahme war 1993 das Duett Rainy Night in Georgia mit Sam Moore, das anlässlich des Tribut-Albums Rhythm, Country and Blues aufgenommen wurde und beiden zwei Nominierungen bei den CMA Awards einbrachte.
1999 wurde Twitty postum in die Country Music Hall of Fame aufgenommen. 2008 wurde er von Academy of Country Music mit dem Cliffie Stone Pioneer Award ausgezeichnet. In der amerikanischen Zeichentrickserie Family Guy werden hin und wieder Musikvideos von Twitty gezeigt.

## Solo-Diskografie

### Alben
| Jahr | Titel                                                            | Höchstplatzierung, Gesamtwochen, AuszeichnungChartplatzierungen (Jahr, Titel, Platzierungen, Wochen, Auszeichnungen, Anmerkungen) | Höchstplatzierung, Gesamtwochen, AuszeichnungChartplatzierungen (Jahr, Titel, Platzierungen, Wochen, Auszeichnungen, Anmerkungen) | Anmerkungen                              |
| Jahr | Titel                                                            | US | Country | Anmerkungen                              |
| ---- | ---------------------------------------------------------------- | --- | --- | ---------------------------------------- |
| 1959 | Conway Twitty Sings                                              | — | Country25 (2 Wo.)Country | Erstveröffentlichung: März 1959          |
| 1966 | Look Into My Teardrops                                           | — | Country22 (9 Wo.)Country | Erstveröffentlichung: November 1966      |
| 1967 | Country                                                          | — | Country32 (4 Wo.)Country | Erstveröffentlichung: Oktober 1967       |
| 1968 | Here’s Conway Twitty & His Lonely Blue Boys                      | — | Country12 (15 Wo.)Country | Erstveröffentlichung: April 1968         |
| 1968 | Next in Line                                                     | — | Country9 (20 Wo.)Country | Erstveröffentlichung: 30. September 1968 |
| 1969 | Darling, You Know I Wouldn’t Lie                                 | — | Country6 (22 Wo.)Country | Erstveröffentlichung: April 1969         |
| 1969 | I Love You More Today                                            | US161 (3 Wo.)US | Country7 (20 Wo.)Country | Erstveröffentlichung: Juli 1969          |
| 1970 | To See My Angel Cry / That’s When She Started to Stop Loving You | US— GoldUS | Country8 (28 Wo.)Country | Erstveröffentlichung: Januar 1970        |
| 1970 | Hello Darlin’                                                    | US65 (26 Wo.)US | Country1 (52 Wo.)Country | Erstveröffentlichung: Juni 1970          |
| 1970 | Fifteen Years Ago                                                | US140 (7 Wo.)US | Country4 (25 Wo.)Country | Erstveröffentlichung: November 1970      |
| 1971 | How Much More Can She Stand                                      | US91 (9 Wo.)US | Country5 (21 Wo.)Country | Erstveröffentlichung: April 1971         |
| 1971 | I Wonder What She’ll Think About Me Leaving                      | US142 (8 Wo.)US | Country5 (16 Wo.)Country | Erstveröffentlichung: August 1971        |
| 1972 | I Can’t See Me Without You                                       | US130 (9 Wo.)US | Country10 (15 Wo.)Country | Erstveröffentlichung: März 1972          |
| 1972 | I Can’t Stop Loving You / (Lost Her Love) On Our Last Date       | — | Country3 (21 Wo.)Country | Erstveröffentlichung: August 1972        |
| 1973 | She Needs Someone to Hold Her (When She Cries)                   | — | Country3 (32 Wo.)Country | Erstveröffentlichung: März 1973          |
| 1973 | You’ve Never Been This Far Before / Baby’s Gone                  | US134 Gold · (9 Wo.)US | Country1 (45 Wo.)Country | Erstveröffentlichung: August 1973        |
| 1973 | Clinging to a Saving Hand / Steal Away                           | — | Country13 (20 Wo.)Country | Erstveröffentlichung: November 1973      |
| 1974 | Honky Tonk Angel                                                 | — | Country1 (16 Wo.)Country |                                          |
| 1974 | I’m Not Through Loving You Yet                                   | — | Country4 (25 Wo.)Country | Erstveröffentlichung: August 1974        |
| 1975 | Linda on My Mind                                                 | — | Country1 (27 Wo.)Country | Erstveröffentlichung: Januar 1975        |
| 1975 | The High Priest of Country Music                                 | — | Country3 (22 Wo.)Country | Erstveröffentlichung: Juni 1975          |
| 1976 | Now and Then                                                     | — | Country4 (22 Wo.)Country |                                          |
| 1977 | Play, Guitar Play                                                | — | Country3 (22 Wo.)Country |                                          |
| 1977 | I’ve Already Loved You in My Mind                                | — | Country4 (26 Wo.)Country |                                          |
| 1978 | Georgia Keeps Pulling on My Ring                                 | — | Country13 (14 Wo.)Country |                                          |
| 1978 | Conway                                                           | — | Country13 (27 Wo.)Country |                                          |
| 1979 | Cross Winds                                                      | — | Country11 (26 Wo.)Country |                                          |
| 1980 | Heart & Soul                                                     | — | Country10 (37 Wo.)Country |                                          |
| 1980 | Rest Your Love on Me                                             | — | Country12 (40 Wo.)Country |                                          |
| 1981 | Mr. T                                                            | — | Country5 (44 Wo.)Country |                                          |
| 1982 | Southern Comfort                                                 | US144 (15 Wo.)US | Country5 (51 Wo.)Country |                                          |
| 1982 | Dream Maker                                                      | — | Country15 (42 Wo.)Country |                                          |
| 1983 | Lost in the Feeling                                              | — | Country27 (43 Wo.)Country |                                          |
| 1983 | Merry Twismas                                                    | — | Country37 (12 Wo.)Country |                                          |
| 1984 | By Heart                                                         | — | Country18 (29 Wo.)Country |                                          |
| 1985 | Don’t Call Him a Cowboy                                          | — | Country7 (42 Wo.)Country |                                          |
| 1985 | Chasin’ Rainbows                                                 | — | Country29 (25 Wo.)Country |                                          |
| 1986 | Fallin’ for You for Years                                        | — | Country37 (17 Wo.)Country |                                          |
| 1987 | Borderline                                                       | — | Country25 (55 Wo.)Country |                                          |
| 1988 | Still in Your Dreams                                             | — | Country28 (27 Wo.)Country |                                          |
| 1989 | House on Old Lonesome Road                                       | — | Country39 (19 Wo.)Country | Erstveröffentlichung: 7. Juli 1989       |
| 1990 | Crazy in Love                                                    | — | Country35 (24 Wo.)Country |                                          |
| 1993 | Final Touches                                                    | US135 (7 Wo.)US | Country29 (16 Wo.)Country | Erstveröffentlichung: 31. August 1993    |

grau schraffiert: keine Chartdaten aus diesem Jahr verfügbar
Weitere Alben
- 1959: Conway Twitty Sings
- 1959: Saturday Night
- 1960: Lonely Blue Boy
- 1960: The Rock & Roll Story
- 1961: The Conway Twitty Touch
- 1962: Portrait of a Fool
- 1963: R&B ’63
- 1964: Hit the Road!
- 1969: You Can’t Take the Country Out of Conway
- 1972: Conway Twitty Sings the Blues
- 1973: Who Will Pray for Me
- 1975: This Time I’ve Hurt Her More Than She Loves Me
- 1979: Country Rock
- 1991: Even Now

### Kompilationen
| Jahr | Titel                                           | Höchstplatzierung, Gesamtwochen, AuszeichnungChartplatzierungen (Jahr, Titel, Platzierungen, Wochen, Auszeichnungen, Anmerkungen) | Höchstplatzierung, Gesamtwochen, AuszeichnungChartplatzierungen (Jahr, Titel, Platzierungen, Wochen, Auszeichnungen, Anmerkungen) | Anmerkungen                           |
| Jahr | Titel                                           | US | Country | Anmerkungen                           |
| ---- | ----------------------------------------------- | --- | --- | ------------------------------------- |
| 1976 | Conway Twitty’s Greatest Hits Vol. II           | US— GoldUS | Country1 (51 Wo.)Country |                                       |
| 1978 | The Very Best of                                | US— PlatinUS | Country13 (20 Wo.)Country |                                       |
| 1982 | Number Ones                                     | US— GoldUS | Country20 (43 Wo.)Country |                                       |
| 1983 | Conway’s #1 Classics                            | — | Country21 (61 Wo.)Country |                                       |
| 1983 | Classic Conway                                  | — | Country57 (11 Wo.)Country |                                       |
| 1984 | Conway’s Latest Greatest Hits-Volume I          | — | Country25 (19 Wo.)Country |                                       |
| 1990 | Greatest Hits Volume III                        | — | Country54 (17 Wo.)Country |                                       |
| 1994 | Super Hits                                      | — | Country71 (1 Wo.)Country | Erstveröffentlichung: 31. Mai 1994    |
| 2001 | 20th Century Masters: The Millennium Collection | — | Country65 (9 Wo.)Country |                                       |
| 2003 | The Legend                                      | — | Country73 (1 Wo.)Country |                                       |
| 2004 | 25 Number Ones                                  | — | Country29 (49 Wo.)Country | Erstveröffentlichung: 24. August 2004 |
| 2011 | Icon: Conway Twitty                             | — | Country44 (43 Wo.)Country | Erstveröffentlichung: 24. Mai 2011    |

Weitere Kompilationen
- 1960: Conway Twitty’s Greatest Hits...
- 1971: Hits
- 1972: Conway Twitty’s Greatest Hits Vol. I (US: Gold)
- 1978: 20 Certified No.1 Hits
- 1986: A Night with Conway Twitty
- 1988: #1’s: The Warner Bros. Years
- 1989: The Very Best of Conway Twitty (US: Gold)
- 1993: The Final Recordings Of His Greatest Hits, Vol. 1 (US: Gold)
- 1995: Sings Songs of Love
- 2015: Hello Darlin’: Greatest Hits Live

### Singles
| Jahr | Titel Album                                                                  | Höchstplatzierung, Gesamtwochen, AuszeichnungChartplatzierungen (Jahr, Titel, Album, Platzierungen, Wochen, Auszeichnungen, Anmerkungen) | Höchstplatzierung, Gesamtwochen, AuszeichnungChartplatzierungen (Jahr, Titel, Album, Platzierungen, Wochen, Auszeichnungen, Anmerkungen) | Höchstplatzierung, Gesamtwochen, AuszeichnungChartplatzierungen (Jahr, Titel, Album, Platzierungen, Wochen, Auszeichnungen, Anmerkungen) | Anmerkungen                                                                                              |
| Jahr | Titel Album                                                                  | UK | US | Country | Anmerkungen                                                                                              |
| ---- | ---------------------------------------------------------------------------- | --- | --- | --- | --- |
| 1957 | I Need Your Lovin’ –                                                         | — | US93 (1 Wo.)US | — | Erstveröffentlichung: 20. April 1957                                                                     |
| 1958 | It’s Only Make Believe Sings                                                 | UK1 (15 Wo.)UK | US1 Gold · (21 Wo.)US | — | Erstveröffentlichung: 14. Juli 1958                                                                      |
| 1959 | Story of My Love Sings                                                       | UK30 (1 Wo.)UK | US28 (12 Wo.)US | — | Erstveröffentlichung: 12. Januar 1959                                                                    |
| 1959 | Mona Lisa Sings                                                              | UK5 (14 Wo.)UK | US29 (12 Wo.)US | — | Erstveröffentlichung: 6. Juli 1959                                                                       |
| 1959 | Danny Boy Saturday Night                                                     | — | US10 (18 Wo.)US | — | Erstveröffentlichung: 31. August 1959                                                                    |
| 1959 | Hey Little Lucy (Don’tcha Put No Lipstick On) Saturday Night                 | — | US87 (2 Wo.)US | — | Erstveröffentlichung: 1. November 1959                                                                   |
| 1959 | Lonely Blue Boy                                                              | — | US6 (15 Wo.)US | — | |
| 1960 | What Am I Living For Greatest Hits                                           | — | US26 (11 Wo.)US | Country59 (6 Wo.)Country | Erstveröffentlichung: 14. März 1960 Einstieg in den Country-Charts erst nach Wiederveröffentlichung 1970 |
| 1960 | Is a Blue Bird Blue –                                                        | UK43 (3 Wo.)UK | US35 (11 Wo.)US | — | Erstveröffentlichung: 6. Juni 1960                                                                       |
| 1960 | She’s Mine Saturday Night                                                    | — | US98 (1 Wo.)US | — | |
| 1960 | What a Dream –                                                               | — | — | Country50 (10 Wo.)Country | Einstieg in den Country-Charts erst nach Wiederveröffentlichung 1971                                     |
| 1960 | Whole Lot of Shakin’ Going On A Rock and Roll Story                          | — | US55 (5 Wo.)US | — | Erstveröffentlichung: 10. Oktober 1960                                                                   |
| 1960 | C’est Si Bon –                                                               | UK40 (3 Wo.)UK | US22 (10 Wo.)US | — | Erstveröffentlichung: 12. Dezember 1960                                                                  |
| 1961 | Next Kiss (Is the Last Goodbye) Portrait of a Fool                           | — | US72 (4 Wo.)US | — | Erstveröffentlichung: 20. März 1961                                                                      |
| 1961 | Portrait of a Fool                                                           | — | US98 (2 Wo.)US | — | |
| 1966 | Guess My Eyes Were Bigger Than My Heart Conway Twitty Sings                  | — | — | Country18 (12 Wo.)Country | |
| 1966 | Look Into My Teardrops                                                       | — | — | Country36 (10 Wo.)Country | |
| 1967 | I Don’t Want to Be With Me Look Into My Teardrops                            | — | — | Country21 (14 Wo.)Country | |
| 1967 | Don’t Put Your Hurt In My Heart Country                                      | — | — | Country32 (12 Wo.)Country | |
| 1967 | Funny (But I'm Not Laughing) Country                                         | — | — | Country61 (4 Wo.)Country | |
| 1968 | The Image of Me Here’s Conway Twitty                                         | — | — | Country5 (18 Wo.)Country | |
| 1968 | Next in Line                                                                 | — | — | Country1 (17 Wo.)Country | |
| 1968 | Darling You Know I Wouldn’t Lie                                              | — | — | Country2 (17 Wo.)Country | |
| 1969 | I Love You More Today                                                        | — | — | Country1 (17 Wo.)Country | |
| 1969 | To See My Angel Cry                                                          | — | — | Country1 (14 Wo.)Country | |
| 1969 | That’s When She Started to Stop Loving You To See My Angel Cry               | — | — | Country3 (14 Wo.)Country | |
| 1970 | Hello Darlin’                                                                | — | US60 Platin + Gold (Mastertone) · (8 Wo.)US                                                                                              | Country1 (20 Wo.)Country | |
| 1970 | Fifteen Years Ago                                                            | — | US81 (4 Wo.)US | Country1 (18 Wo.)Country | |
| 1971 | How Much More Can She Stand                                                  | — | — | Country1 (17 Wo.)Country | Erstveröffentlichung: 13. März 1971                                                                      |
| 1971 | I Wonder What She’ll Think About Me Leaving                                  | — | — | Country4 (14 Wo.)Country | |
| 1971 | I Can’t See Me Without You                                                   | — | — | Country4 (16 Wo.)Country | |
| 1972 | (Lost Her Love) On Our Last Date I Can’t Stop Loving You                     | — | — | Country1 (15 Wo.)Country | |
| 1972 | I Can’t Stop Loving You                                                      | — | — | Country1 (15 Wo.)Country | |
| 1972 | She Needs Someone to Hold Her (When She Cries) She Needs Someone to Hold Her | — | — | Country1 (15 Wo.)Country | |
| 1973 | Baby’s Gone You’ve Never Been This Far Before                                | — | — | Country2 (14 Wo.)Country | Erstveröffentlichung: 17. März 1973                                                                      |
| 1973 | You’ve Never Been This Far Before                                            | — | US22 (14 Wo.)US | Country1 (19 Wo.)Country | |
| 1974 | There’s a Honky Tonk Angel (Who’ll Take Me Back In) Honky Tonk Angel         | — | — | Country1 (15 Wo.)Country | |
| 1974 | I’m Not Through Loving You Yet                                               | — | — | Country3 (15 Wo.)Country | |
| 1974 | I See the Want To in Your Eyes I’m Not Through Loving You Yet                | — | — | Country1 (17 Wo.)Country | |
| 1975 | Linda on My Mind                                                             | — | US61 (8 Wo.)US | Country1 (14 Wo.)Country | |
| 1975 | Touch the Hand The High Priest of Country Music                              | — | — | Country1 (13 Wo.)Country | mit Joni Lee                                                                                             |
| 1975 | Don’t Cry Joni The High Priest of Country Music                              | — | US63 (7 Wo.)US | Country4 (13 Wo.)Country | Erstveröffentlichung: 5. Mai 1975 mit Joni Lee                                                           |
| 1975 | This Time I’ve Hurt Her More Than She Loves Me This Time I’ve Hurt Her More  | — | — | Country1 (14 Wo.)Country | |
| 1976 | After All the Good Is Gone Now and Then                                      | — | — | Country1 (13 Wo.)Country | |
| 1976 | The Games That Daddies Play Greatest Hits 2                                  | — | — | Country1 (13 Wo.)Country | |
| 1976 | I Can’t Believe She Gives It All to Me Play Guitar Play                      | — | — | Country1 (14 Wo.)Country | |
| 1977 | Play Guitar Play                                                             | — | — | Country1 (16 Wo.)Country | |
| 1977 | I’ve Already Loved You in My Mind                                            | — | — | Country1 (15 Wo.)Country | |
| 1977 | Georgia Keeps Pulling on My Ring                                             | — | — | Country3 (15 Wo.)Country | |
| 1978 | Grandest Lady of Them All Georgia Keeps Pulling on My Ring                   | — | — | Country16 (10 Wo.)Country | |
| 1978 | Boogie Grass Band Conway                                                     | — | — | Country2 (14 Wo.)Country | |
| 1978 | Your Love Has Taken Me That High Conway                                      | — | — | Country3 (15 Wo.)Country | |
| 1979 | Don’t Take It Away Cross Winds                                               | — | — | Country1 (13 Wo.)Country | |
| 1979 | I May Never Get to Heaven Cross Winds                                        | — | — | Country1 (15 Wo.)Country | |
| 1979 | Happy Birthday Darlin’ Cross Winds                                           | — | — | Country1 (14 Wo.)Country | |
| 1980 | I’d Love to Lay You Down Heart & Soul                                        | — | US— GoldUS | Country1 (13 Wo.)Country | Erstveröffentlichung: 19. Januar 1980                                                                    |
| 1980 | I’ve Never Seen the Likes of You Heart & Soul                                | — | — | Country6 (13 Wo.)Country | |
| 1980 | A Bridge That Just Won’t Burn Rest Your Love on Me                           | — | — | Country3 (17 Wo.)Country | |
| 1981 | Rest Your Love on Me                                                         | — | — | Country1 (14 Wo.)Country | |
| 1981 | Tight Fittin’ Jeans Mr. T                                                    | — | US— GoldUS | Country1 (16 Wo.)Country | |
| 1981 | Red Neckin’ Love Makin’ Night Mr. T                                          | — | — | Country1 (18 Wo.)Country | |
| 1981 | The Clown Southern Comfort                                                   | — | — | Country1 (17 Wo.)Country | |
| 1982 | Slow Hand Southern Comfort                                                   | — | US— PlatinUS | Country1 (16 Wo.)Country | |
| 1982 | Over Thirty (Not Over the Hill) Mr. T                                        | — | — | Country69 (7 Wo.)Country | Promosingle                                                                                              |
| 1982 | We Did But Now You Don’t Dream Maker                                         | — | — | Country2 (18 Wo.)Country | |
| 1983 | The Rose Dream Maker                                                         | — | — | Country1 (19 Wo.)Country | |
| 1983 | We Had It All Mr. T                                                          | — | — | Country44 (11 Wo.)Country | Promosingle                                                                                              |
| 1983 | Lost in the Feeling                                                          | — | — | Country2 (21 Wo.)Country | |
| 1983 | Heartache Tonight Lost in the Feeling                                        | — | — | Country6 (19 Wo.)Country | |
| 1983 | Three Times a Lady Lost in the Feeling                                       | — | — | Country7 (18 Wo.)Country | |
| 1984 | Somebody’s Needin’ Somebody By Heart                                         | — | — | Country1 (19 Wo.)Country | |
| 1984 | I Don’t Know a Thing About Love (The Moon Song) By Heart                     | — | — | Country1 (19 Wo.)Country | |
| 1984 | Ain’t She Something Else Latest Greatest Hits                                | — | — | Country1 (21 Wo.)Country | |
| 1985 | Don’t Call Him a Cowboy                                                      | — | — | Country1 (20 Wo.)Country | |
| 1985 | Between Blue Eyes and Jeans Don’t Call Him a Cowboy                          | — | — | Country3 (19 Wo.)Country | |
| 1985 | The Legend and the Man Chasin’ Rainbows                                      | — | — | Country19 (18 Wo.)Country | |
| 1985 | You’ll Never Know How Much I Needed You Today Chasin’ Rainbows               | — | — | Country26 (14 Wo.)Country | |
| 1986 | Desperado Love Fallin’ for You for Years                                     | — | — | Country1 (21 Wo.)Country | |
| 1986 | Fallin’ for You for Years                                                    | — | — | Country2 (25 Wo.)Country | |
| 1987 | Julia Borderline                                                             | — | — | Country2 (23 Wo.)Country | |
| 1987 | I Want to Know You Before We Make Love Borderline                            | — | — | Country2 (24 Wo.)Country | |
| 1987 | That’s My Job Borderline                                                     | — | US— GoldUS | Country6 (23 Wo.)Country | |
| 1988 | Goodbye Time Still in Your Dreams                                            | — | — | Country7 (19 Wo.)Country | |
| 1988 | Saturday Night Special Still in Your Dreams                                  | — | — | Country9 (19 Wo.)Country | |
| 1988 | I Wish I Was Still in Your Dreams Still in Your Dreams                       | — | — | Country4 (23 Wo.)Country | |
| 1989 | She’s Got a Single Thing in Mind House on Old Lonesome Road                  | — | — | Country2 (25 Wo.)Country | |
| 1989 | House on Old Lonesome Road                                                   | — | — | Country19 (15 Wo.)Country | |
| 1989 | Who's Gonna Know House on Old Lonesome Road                                  | — | — | Country51 (12 Wo.)Country | |
| 1990 | Fit to Be Tied Down Greatest Hits 3                                          | — | — | Country30 (14 Wo.)Country | |
| 1990 | Crazy in Love                                                                | — | — | Country2 (20 Wo.)Country | |
| 1990 | I Couldn’t See You Leavin’ Crazy in Love                                     | — | — | Country3 (20 Wo.)Country | |
| 1991 | One Bridge I Didn’t Burn Crazy in Love                                       | — | — | Country57 (9 Wo.)Country | |
| 1991 | She’s Got a Man on Her Mind Even Now                                         | — | — | Country22 (20 Wo.)Country | |
| 1991 | Who Did They Think He Was Even Now                                           | — | — | Country56 (9 Wo.)Country | |
| 1993 | I’m the Only Thing (I’ll Hold Against You) Final Touches                     | — | — | Country62 (5 Wo.)Country | |

Weitere Singles
- 1956: Just in Time
- 1958: I Vibrate (From My Head to My Feet)
- 1961: Sweet Sorrow
- 1962: The Pickup
- 1993: Don’t It Make You Lonely
- 1994: Rainy Night in Georgia (mit Sam Moore)

### Gastbeiträge
| Jahr | Titel Album                                          | Höchstplatzierung, Gesamtwochen, AuszeichnungChartplatzierungen (Jahr, Titel, Album, Platzierungen, Wochen, Auszeichnungen, Anmerkungen) | Höchstplatzierung, Gesamtwochen, AuszeichnungChartplatzierungen (Jahr, Titel, Album, Platzierungen, Wochen, Auszeichnungen, Anmerkungen) | Anmerkungen         |
| Jahr | Titel Album                                          | US | Country | Anmerkungen         |
| ---- | ---------------------------------------------------- | --- | --- | ------------------- |
| 1988 | It’s Only Make Believe I’m Still Missing You         | — | Country8 (23 Wo.)Country | mit Ronnie McDowell |
| 2004 | (I Wanna Hear) A Cheatin’ Song I’m Still Missing You | — | Country57 (6 Wo.)Country | mit Anita Cochran   |

## Diskografie mit Loretta Lynn

### Alben
| Jahr | Titel                               | Höchstplatzierung, Gesamtwochen, AuszeichnungChartplatzierungen (Jahr, Titel, Platzierungen, Wochen, Auszeichnungen, Anmerkungen) | Höchstplatzierung, Gesamtwochen, AuszeichnungChartplatzierungen (Jahr, Titel, Platzierungen, Wochen, Auszeichnungen, Anmerkungen) | Anmerkungen                             |
| Jahr | Titel                               | US | Country | Anmerkungen                             |
| ---- | ----------------------------------- | --- | --- | --------------------------------------- |
| 1971 | We Only Make Believe                | US78 Gold · (15 Wo.)US | Country3 (28 Wo.)Country |                                         |
| 1972 | Lead Me On                          | US106 Gold · (13 Wo.)US | Country2 (23 Wo.)Country |                                         |
| 1973 | Louisiana Woman, Mississippi Man    | US153 (9 Wo.)US | Country1 (17 Wo.)Country |                                         |
| 1974 | Country Partners                    | — | Country1 (40 Wo.)Country |                                         |
| 1975 | Feelin’s                            | — | Country1 (19 Wo.)Country |                                         |
| 1976 | When The Tingle Becomes A Chill     | — | Country6 (18 Wo.)Country |                                         |
| 1976 | United Talent                       | — | Country1 (25 Wo.)Country | Erstveröffentlichung: 7. Juni 1976      |
| 1977 | Dynamic Duo                         | — | Country3 (19 Wo.)Country | Erstveröffentlichung: 27. Juni 1977     |
| 1978 | Honky Tonk Heroes                   | — | Country8 (16 Wo.)Country | Erstveröffentlichung: 26. Juni 1978     |
| 1979 | The Very Best Of Loretta and Conway | US— GoldUS | Country16 (22 Wo.)Country | Erstveröffentlichung: 15. Juli 1979     |
| 1988 | Making Believe                      | — | Country62 (7 Wo.)Country | Erstveröffentlichung: 5. September 1988 |

### Singles
| Jahr | Titel Album                                                            | Höchstplatzierung, Gesamtwochen, AuszeichnungChartplatzierungen (Jahr, Titel, Album, Platzierungen, Wochen, Auszeichnungen, Anmerkungen) | Höchstplatzierung, Gesamtwochen, AuszeichnungChartplatzierungen (Jahr, Titel, Album, Platzierungen, Wochen, Auszeichnungen, Anmerkungen) | Anmerkungen |
| Jahr | Titel Album                                                            | US | Country | Anmerkungen |
| ---- | ---------------------------------------------------------------------- | --- | --- | ----------- |
| 1971 | After the Fire Is Gone We Only Make Believe                            | US56 (6 Wo.)US | Country1 (14 Wo.)Country |             |
| 1971 | Lead Me On                                                             | — | Country1 (17 Wo.)Country |             |
| 1973 | Louisiana Woman, Mississippi Man                                       | US— GoldUS | Country1 (14 Wo.)Country |             |
| 1974 | As Soon as I Hang Up the Phone Country Partners                        | — | Country1 (15 Wo.)Country |             |
| 1975 | Feelin’s                                                               | — | Country1 (16 Wo.)Country |             |
| 1976 | The Letter United Talent                                               | — | Country3 (12 Wo.)Country |             |
| 1977 | I Can’t Love You Enough Dynamic Duo                                    | — | Country2 (14 Wo.)Country |             |
| 1978 | From Seven Till Ten / You’re The Reason Our Kids Are Honky Tonk Heroes | — | Country6 (11 Wo.)Country |             |
| 1979 | You Know Just What I’d Do / The Sadness Of It All Diamond Duet         | — | Country9 (14 Wo.)Country |             |
| 1980 | It’s True Love Diamond Duet                                            | — | Country5 (15 Wo.)Country |             |
| 1981 | Lovin’ What You’re Love Does to Me Two’s a Party                       | — | Country7 (15 Wo.)Country |             |
| 1981 | I Still Believe in Waltzes Two’s a Party                               | — | Country2 (18 Wo.)Country |             |

Weitere Singles
- 1988: Makin’ Believe

## Auszeichnungen für Musikverkäufe
| Goldene Schallplatte - Kanada - 1976: für das Album The High Priest of Country Music - 1977: für das Album Greatest Hits 2 | Platin-Schallplatte - Kanada - 1978: für das Album 20 Certified No.1 Hits |

Anmerkung: Auszeichnungen in Ländern aus den Charttabellen bzw. Chartboxen sind in ebendiesen zu finden.
| Land/RegionAuszeichnungen für Musikverkäufe (Land/Region, Auszeichnungen, Verkäufe, Quellen) | Gold       | Platin     | Verkäufe   | Quellen         |
| -------------------------------------------------------------------------------------------- | ---------- | ---------- | ---------- | --------------- |
| Kanada (MC)                                                                                  | 2× Gold2   | Platin1    | 200.000    | musiccanada.com |
| Vereinigte Staaten (RIAA)                                                                    | 16× Gold16 | 3× Platin3 | 11.000.000 | riaa.com        |
| Insgesamt                                                                                    | 18× Gold18 | 4× Platin4 |            |                 |